# Florence Tsagué Assopgoum
Florence Tsague Assopgoum (née en 1977 à Bafou-Djuttitsa à l'ouest du Cameroun) est une politologue et romancière camerounaise vivant en Allemagne.

## Enfance et jeunesse
Florence Tsague Assopgoum a grandi chez ses grands-parents à Ndoh-Djuttisa, encadrée par les femmes de son feu grand-père paternel. Elle fait ses études primaires à l'École publique de Djuttitsa, créée jadis par son grand-père et poursuit les études secondaires au collège Saint-Laurent de Bafou, où elle est baptisée chrétienne.

## Études universitaires
En 1998 elle s'installe en Allemagne, où elle vit à Bonn et à Siegen. Après les études de sciences politiques, langues appliquées et de littérature anglaise et américaine à l'université de Siegen, elle soutient une thèse en sciences politiques sur les migrations de l'Afrique dans la presse sénégalaise et allemande. Spécialiste des questions de développement, de l´étude genre et des migrations, elle participe à plusieurs conférences où elle exprime sa vision de l'Afrique, des échanges interculturels.

## Engagement social
Tsague Assopgoum est membre de plusieurs organisations comme African Union in Siegerland, African Development Initiative et est accréditée à Europäische Akademie NRW comme conférencière. Outre ses publications dans la presse telle que Africa Positive (de), elle initie le dialogue, organise avec les amis dans les écoles à Siegen des séances de lecture et de connaissance de l'Afrique. En 2008 elle participe à la tournée des poètes et écrivains de Siegen Wittgenstein intitulée "Menschen zwischen den Kulturen" (Les hommes entre les cultures).
Elle écrit des nouvelles, poèmes et romans. Son premier roman Femmes connues, coépouses inconnues parait chez  en août 2009. Dans ce roman qui emporte le lecteur dans un univers riche de cultures et de traditions, elle parle de la discrimination de la femme et fille dans le système d'héritage au Cameroun, de la polygamie, de l'abus de l'enfant et du silence complice. Elle lève la voie, plaide pour sa culture mais aussi pour l'adaptation de la culture aux problèmes urgents de son temps et participe ainsi à un débat qui en Afrique est dominé par les ainés.
Ce roman est nommé au prix Panliterate de l'association "Africa Culture Rhein-Neckar".

## Activités politiques pour l'intégration
En février 2008, Tsagué est élue comme membre du Conseil d'intégration de la ville de Siegen Integrationsrat, un conseil représentatif votée par les étrangers dans les villes allemandes où vivent plus de 5 000 étrangers, qui plaide pour leurs causes, prend position par rapport aux problèmes de la ville et apporte les doléances des étrangers auprès des dirigeants de la ville. Elle représente ce conseil dans le comité de la ville pour les affaires sociales, familiales et la question des personnes âgées.

## Publications

### en français
- Femmes connues, coépouses inconnues, Édilivre, 2009, 334 p. (roman)
- Les rites funéraires en voie d´individualisation en Allemagne : quelles leçons pour la diaspora africaine ?, in Camer.be, Paru le lundi 28 février 2011.
- Financement de l’éducation : les États africains préfèrent les armes au matériel scolaire, in Africa & Science, paru le 23 août 2011.
- L'Afrique répond « présente » au rendez-vous du virtuel : mais, quel impact sur les échanges d’informations ?, in Africa & Science, paru le 6 septembre 2011.